# Melipotis grandidieri
Melipotis grandidieri is een vlinder uit de familie spinneruilen (Erebidae). De wetenschappelijke naam is voor het eerst geldig gepubliceerd in 1968 door Viette.
De soort komt voor in tropisch Afrika.